# 大和魂
大和魂（やまとだましい）、あるいは大和心（やまとごころ）は、外国と比して日本流であると考えられる精神や知恵・才覚などを指す用語・概念。大和心。和魂。儒教や仏教などが入ってくる以前からの、日本人の本来的なものの考え方や見方を支えている精神である。儒学や老荘思想に基づく「漢才（からざえ）」に対比して使われ、江戸後期からは日本民族特有の「正直で自由な心」の意味にもなった。

## 概要
平安時代中期ごろから「才」「漢才」と対比的に使われはじめ、諸内容を包含するきわめてひろい概念であった。江戸時代中期以降の国学の流れのなかで、「漢意（からごころ）」と対比されることが多くなり、「日本古来から伝統的に伝わる固有の精神」という観念が付与されていった。
近世までの日本では主に「大和魂」とは以下のような事柄を意味している。
- 世事に対応し、社会のなかでものごとを円滑に進めてゆくための常識や世間的な能力。
- 特に各種の専門的な学問・教養・技術などを社会のなかで実際に役立ててゆくための才能や手腕。
- 中国などの外国文化や文明を享受するうえで、それと対になるべき（日本人の）常識的・日本的な対応能力。やまとごころ。
- 知的な論理や倫理ではなく、感情的な情緒や人情によってものごとを把握し、共感する能力・感受性。もののあはれ。
- 以上の根底となるべき、優れた人物のそなえる霊的能力。
- 日本民族固有の勇敢で、潔く、特に主君・天皇に対して忠義な気性・精神性・心ばえ[注 2]。

## 歴史
大和魂の語の初出は、『源氏物語』の『少女』帖とされている。大和魂の語・概念は、漢才という語・概念と対のものとして生まれた。和魂漢才とは、漢才、すなわち中国などから流入してきた知識・学問をそのまま日本へ移植するのではなく、あくまで基礎的教養として採り入れ、それを日本の実情に合わせて応用的に政治や生活の場面で発揮することである。『源氏物語』が生まれた平安中期は、国風文化という日本独特の文化が興った時代であるが、当時の人々の中には、中国から伝来した知識・文化が基盤となって、日本風に味付けしているのだ、という認識が存在していたと考えられている。そのうち、大和魂は、机上の知識を現実の様々な場面で応用する判断力・能力を表すようになり、主として「実務能力」の意味で用いられていた。
江戸時代になると、中期以降の国学の流れの中で上代文学の研究が進み、大和魂の語は本居宣長が提唱した「漢意（からごころ）」と対比されるようになって（真心）、「もののあはれ」「はかりごとのないありのままの素直な心」「仏教や儒学から離れた日本古来から伝統的に伝わる固有の精神」のような概念が発見・付与されていき、後期には「日本の独自性を主張するための政治的な用語」として使われるようになった。そうした中で、遣唐使廃止を建言した菅原道真が、大和魂の語の創始者に仮託されるようになった。このような傾向は、儒学の深化に加え、水戸学や国学などの発展による尊皇論の興隆に伴うものであり、近代化への原動力ともなった。
明治に入り、西洋の知識・学問・文化が一気に流入するようになると、岡倉天心らによって、それらを日本流に摂取すべきという主張が現れ、大和魂とともに和魂洋才という語が用いられるようになった。この語は、和魂漢才のもじりであり、大和魂の本来的な意味を含んでいたが、一方では西洋の知識・文化を必要以上に摂取する事への抵抗感も併せもっていた。やがて欧米列強に対抗できる国家づくりを目標に、欧米を模倣した中央主権的な国家体制が整備されていく過程で、第一次世界大戦に勝利したフランス軍にあった思想（エラン＝ヴィタール）や国民の統制教育も整備され、それまでの自由主義的傾向の教育から、中央集権的・国家主義的傾向へと教育政策の方向性が変わっいく。その過程において、段々と「大和魂（日本精神）」という考え方も、本来の意味から国家忠誠心的な部分が強調された意味合いに変質していった。特に日露戦争戦勝以降の帝国主義の台頭に伴い、国家への犠牲的精神とともに他国への排外的・拡張的な姿勢を含んだ語として用いられていき、「大和魂」という言葉も専ら日本精神の独自性・優位性を表現するものと解されるようになった。
昭和初期の第二次世界大戦期には軍国主義的な色彩を強く帯び、現状を打破し突撃精神を鼓舞する意味で使われることが主となった。
関東軍の重砲兵として入隊した当時、「百発百中の砲一門は、百発一中の砲百門に当たる」と教えられた。疑問を挟むと、「貴様は敢闘精神が足らん。砲の不足は大和魂で補え」と怒鳴られた。—中内㓛「私の履歴書」（日本経済新聞、2000年1月31日）
「防御鋼鈑の薄さは大和魂で補う。それに薄ければ機動力もある。」
砲の力が弱いと言うが、敵の歩兵や砲兵には有効ではないか。実際は敵の歩兵や砲兵を敵の戦車が守っている。その戦車をつぶす為には戦車が要る、という近代戦の構造を全く知らなかったか、知らないふりをしていた。戦車出身の参謀本部の幹部は一人もいなかったから、知らなかったというのが本当らしい。—司馬遼太郎「歴史と視点 私の雑記帖」（新潮社）
日本の敗戦直後は使われることは少なくなったが、その後の日本文化論には本来の「大和魂」の意味に近い論立てに基づいた論考は多く見受けられる。
平成以降も「大和魂」という語は様々な場面で使用されており、例えばスポーツ界などに散見される。

## 大和魂を題材とした作品

### 和歌
- 何故に砕きし身ぞと人問はばそれと答む日本魂（谷川士清）

反古塚の碑陰に刻まれた歌。原文は万葉仮名である。
- 敷島の大和心を人問はば 朝日に匂ふ山桜花（本居宣長）

一般に流布する本居宣長像のモデルとなった「六十一歳自画自賛像」の歌。たばこの銘柄（「敷島」「大和」「朝日」「山櫻」）に選ばれたほか、日本文学報国会撰「愛国百人一首」にも選ばれており、神風特攻隊の諸部隊の名称にも使用された。
- かくすればかくなるものと知りながらやむにやまれぬ大和魂（吉田松陰）

囚人となって下田から江戸へ送られる時に、泉岳寺の前を通過した際に詠んだ歌。川田順撰「愛国百人一首」に選ばれている。
- 身はたとひ武蔵の野辺に朽ちぬとも留め置かまし大和魂（吉田松陰）

『留魂録』の冒頭の歌。日本文学報国会撰「愛国百人一首」に選ばれている。
- しきしまの大和心を人問はば蒙古のつかひ斬りし時宗（村田清風）

宣長の歌を下敷きにして詠んだ歌。川田順撰「愛国百人一首」に選ばれている。
- 誰が身にもありとは知らでまどふめり神のかたみの大和魂（野村望東尼）

家集『向陵集』収載の歌。川田順撰「愛国百人一首」に選ばれている。
- もののふの大和心をよりあはせ末ひとすぢの大繩にせよ（野村望東尼）

家集『向陵集』収載の歌。
- 浮雲のかかるもよしやもののふの大和心のかずにいりなば（野村望東尼）

福岡藩から自宅謹慎を命じられた際に詠んだ歌。
- 身は苔の下に朽つとも五月雨の露とは消えじやまと魂（下野勘平）

『勤王傳』収載の歌。
- 日本のやまと心のあらいそにくだけて歸れ沖ノ白浪（井上文雄）

『調鶴集』収載の歌。
- 日の本のやまと心の動きなきしるしは富士の高根なりけり（井上文雄）

『調鶴集』収載の歌。
- 玉鉾の道はあれても進み行くやまと心の駒はたゆまじ（黑澤とき女）

『興風集』収載の歌。
- 武士のやまと心をとぎて佩く太刀のさやかにすめる月かな（小河一敏）

『遺芳帖』収載の歌。

### 随筆
- 愛国心（三島由紀夫）
- 大和魂（赤瀬川原平）
- 大和魂（田中マルクス闘莉王）